# Historisch Genootschap Waddinxveen
Historisch Genootschap Waddinxveen is een Nederlandse vereniging die bekendheid geeft aan de geschiedenis van Waddinxveen.

## Doelstelling
Historisch Genootschap Waddinxveen (HGW) zet zich in voor het behoud van cultuurhistorisch erfgoed van Waddinxveen. Het genootschap doet dit door lezingen, excursies en exposities te organiseren en het verzamelen en archiveren van stukken die de geschiedenis van het dorp betreffen. Het HGW brengt het kwartaalblad Het dorp Waddinxveen uit met artikelen over bekende personen, gebouwen en objecten en verzorgt lessen over de geschiedenis in het basisonderwijs.

## Oudheidkamer
In het gebouw Wereldwijd, Mauritslaan 55 heeft HGW een eigen oudheidkamer. Hier zijn tentoonstellingen te bezichtigen over typisch Waddinxveense ontwikkelingen, bedrijven en personen. Ook zijn er kleine thematentoonstellingen te zien in Cultuurhuys De Kroon.